# Canuellina onchophora
Canuellina onchophora is een eenoogkreeftjessoort uit de familie van de Canuellidae. De wetenschappelijke naam van de soort is voor het eerst geldig gepubliceerd in 1967 door Por.